# 亨頓蟲
亨頓蟲，又名杭亭頓蟲，是生存於早泥盆紀洛霍考夫階的一屬三葉蟲。這種三葉蟲的外骨骼寬度是其體長的三分之一，頭甲前部凸出的短小「吻部」構造是本屬的一大特徵。頭部後面有異常結實的頰刺。眼睛很大，彎曲得很厲害且略為朝上。頭鞍向前伸展並有三對側溝，前面一對向後傾斜。巨大的節狀尾甲呈三角形，有著數目很多的體節和尖銳的末梢。亨頓蟲是一類居住在最底層，卻十分活躍的三葉蟲，視覺系統很發達，可能還具有食肉的特性。。

## 分類學
亨頓蟲屬可能是志留紀達爾曼蟲屬（Dalmanites）和泥盆紀齒唇蟲屬（Odontochile）之間的過渡形式。
亨頓蟲屬於2003年由Huntonia改名為Huntoniatonia，因為這個學名已經被一個等足類屬Huntonia（屬喜陰蟲科）使用。

## 物種
- Huntoniatonia huntonensis (Ulrich and Delo, 1940)
- 奧克拉荷馬亨頓蟲（Huntoniatonia oklahomae） (Richardson, 1949)
- 林古利菲杭亭頓蟲（Huntoniatonia lingulifer） (Ulrich and Delo, 1940)
- Huntoniatonia purduei (Dunbar, 1919)
- Huntoniatonia xylabium (Campbell, 1977)

## 外部連結
- Huntoniatonia in the Paleobiology Database
- Fossil museum: Huntoniatonia huntonensis （页面存档备份，存于）